# Купальная машина

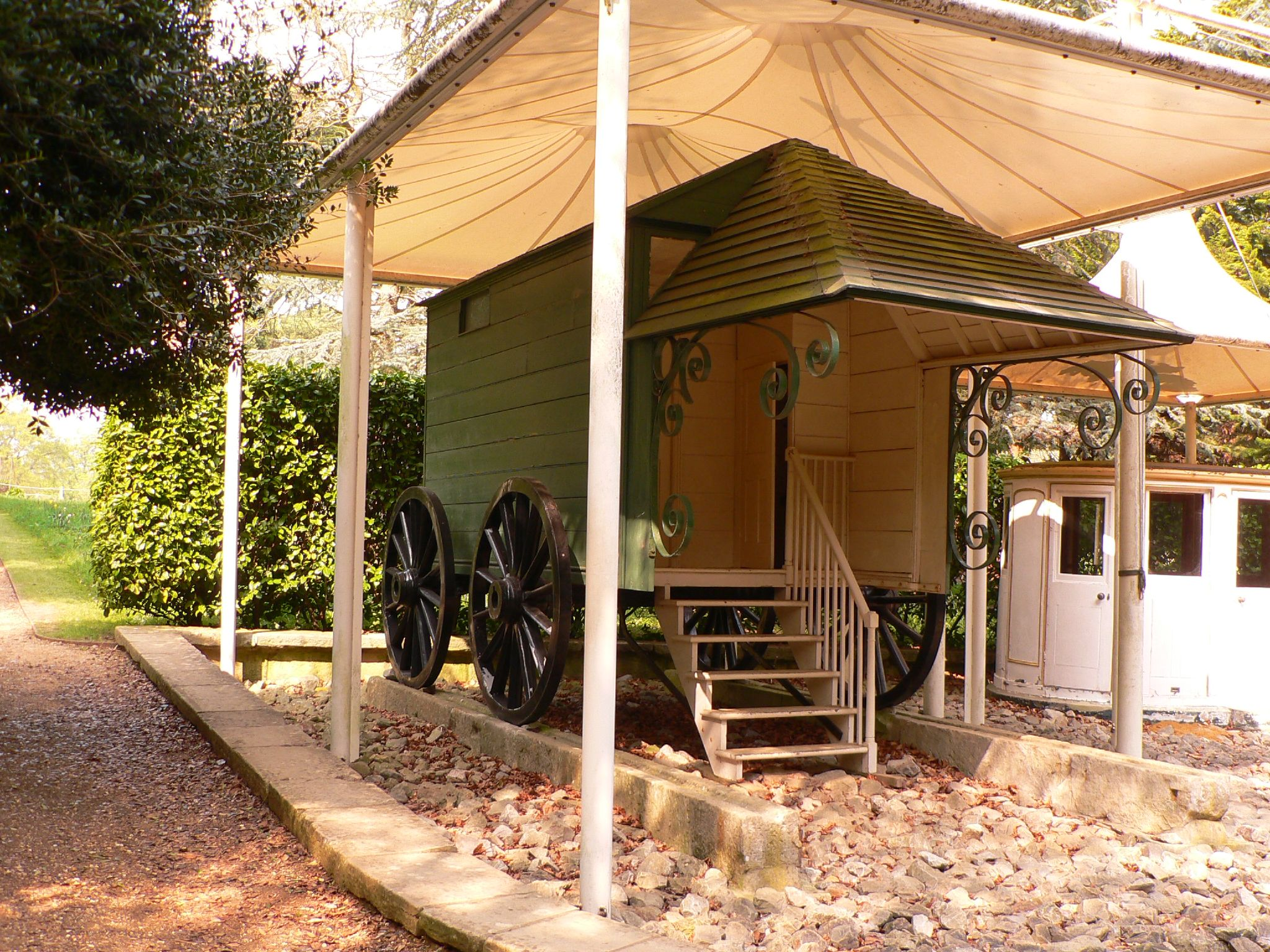
Купальная машина королевы Виктории

Купа́льная маши́на (в России и Австро-Венгрии была известна как купальный фургон; передвижная купальня) — популярное в XVIII и XIX веках приспособление для купания на морских пляжах, позволявшее мужчинам и женщинам купаться, сохраняя правила приличия тех времён. Представляли собой крытую повозку с деревянными или брезентовыми стенками. Купальные машины были необходимой частью пляжного этикета, они скрывали купальщиков от посторонних глаз.

## История
Точная дата появления первой купальной машины неизвестна. Согласно некоторым источникам, первая купальная машина была создана в 1750 году Бенджамином Билом в городе Маргите графства Кент. Другие источники утверждают, что она появилась на несколько десятилетий позднее. В общественной библиотеке в Скарборо имеется гравюра Джона Сеттерингтона, датированная 1736 годом, на который изображено купание с использованием купальной машины.
Позднее купальные машины стали популярны в Великобритании и её колониях, имевших британских поселенцев, во Франции, Германии, США, Мексике и других странах.
В начале XX века, после того как были разрешены смешанные пляжи, купальные машины стали исчезать. По привычке ими ещё пользовались пожилые люди. Некоторые купальные машины сохранились на пляжах до наших дней и используются в качестве пляжных кабинок.

## Использование
Человек заходил в повседневной одежде в купальную машину на берегу. В ней он переодевался в купальный костюм. Затем машина спускалась в воду с помощью лошадей или с помощью людей. На популярных курортах были рельсы, по которым спускались купальные машины. В воде она разворачивалась так, чтобы с берега купальщик не был виден. Затем купальщик спускался вниз по ступенькам в воду. Купальные машины часто оборудовались флажком, который поднимался купальщиком как сигнал готовности возвратиться на берег.

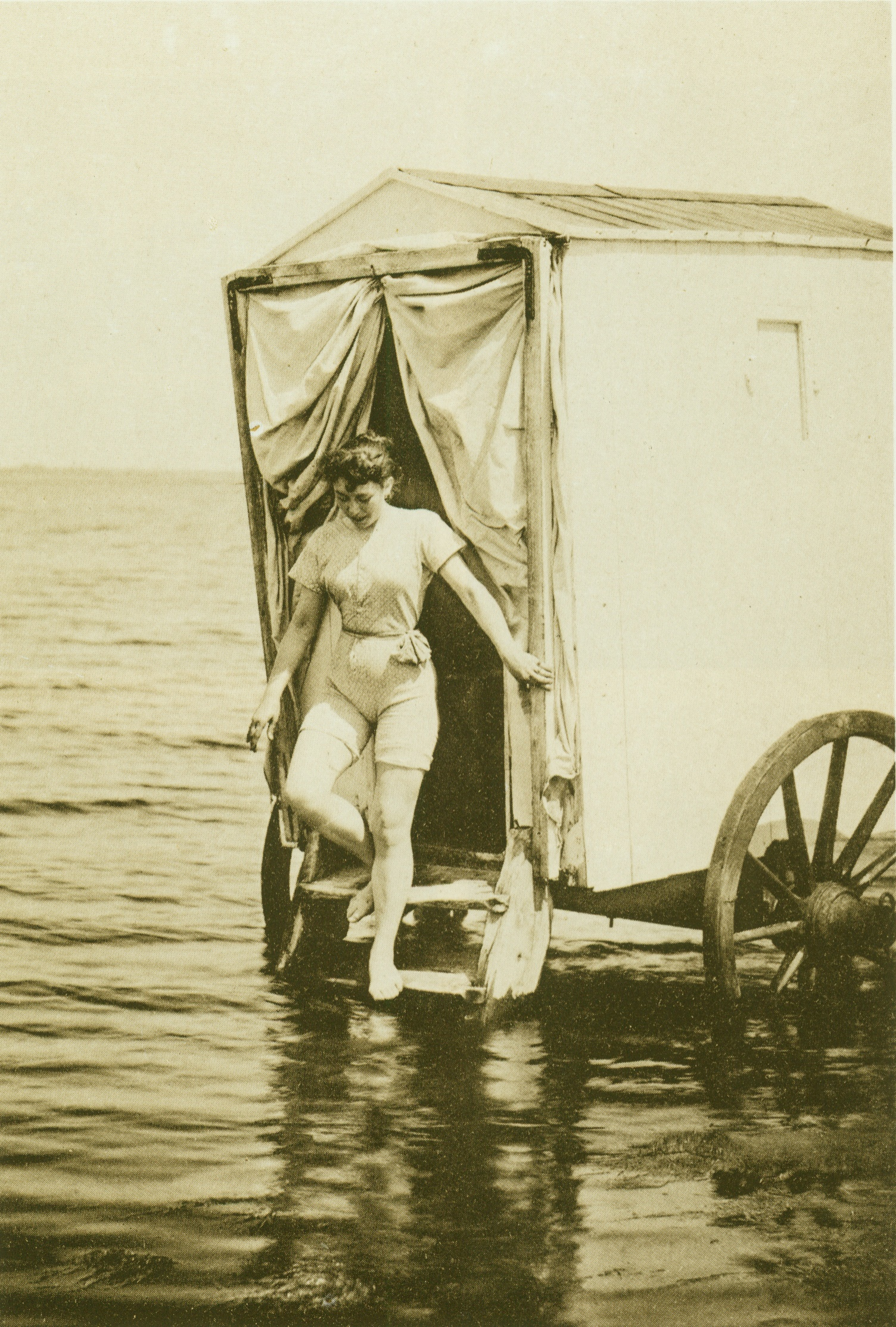
Купальщица
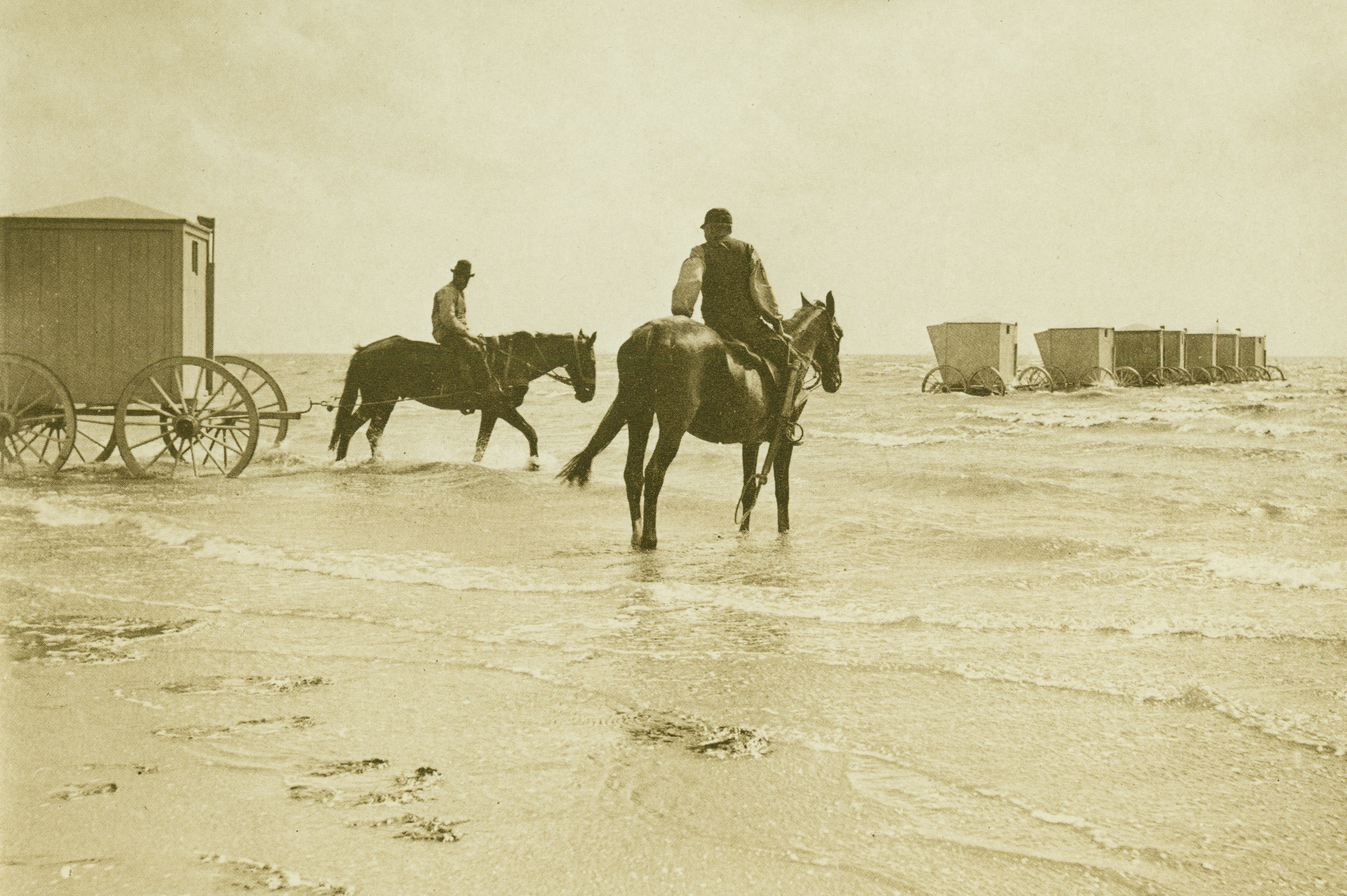
Транспортировка купальной машины
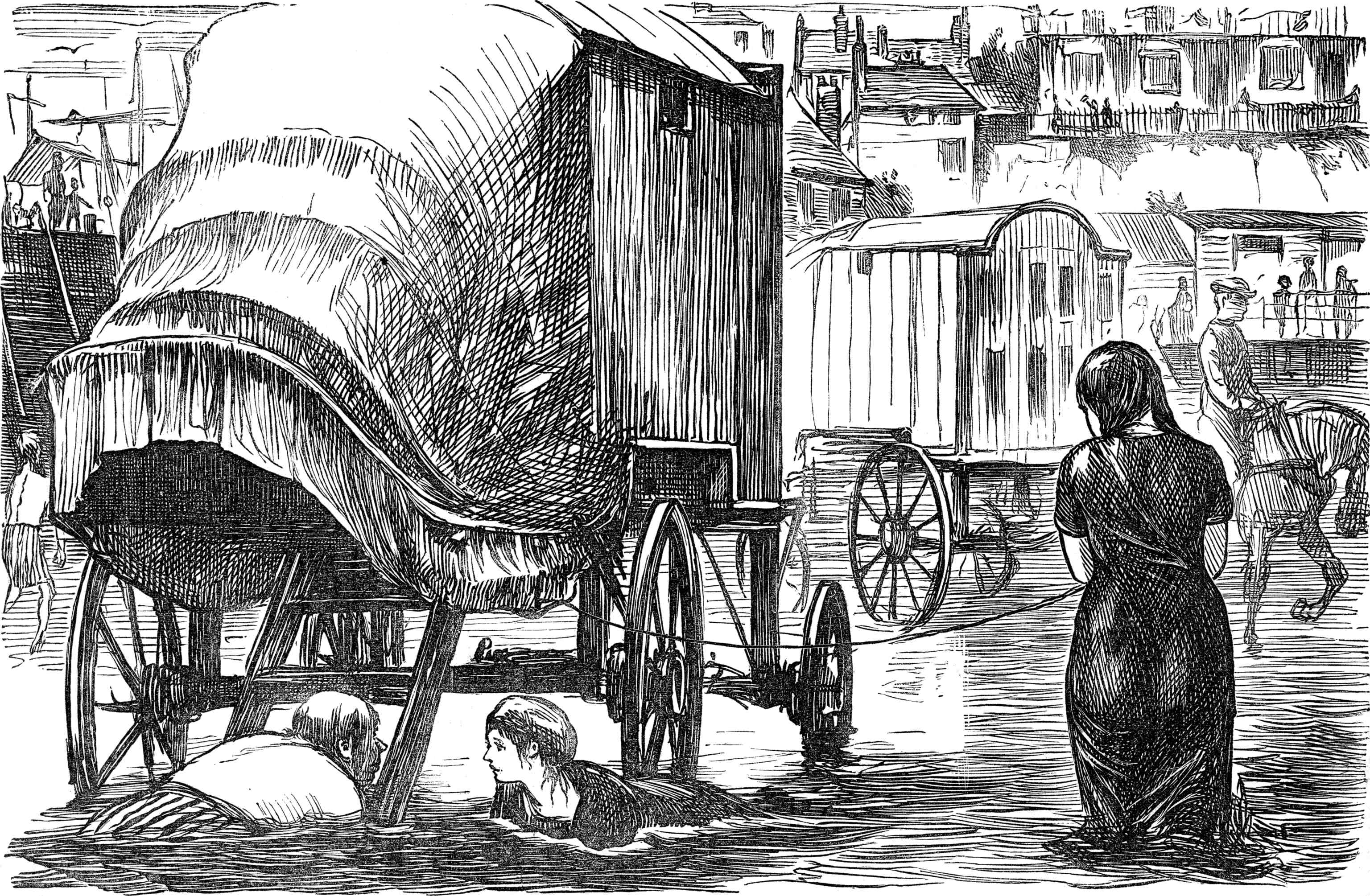
Пожилой мужчина по ошибке приплыл к чужой купальной машине, карикатура
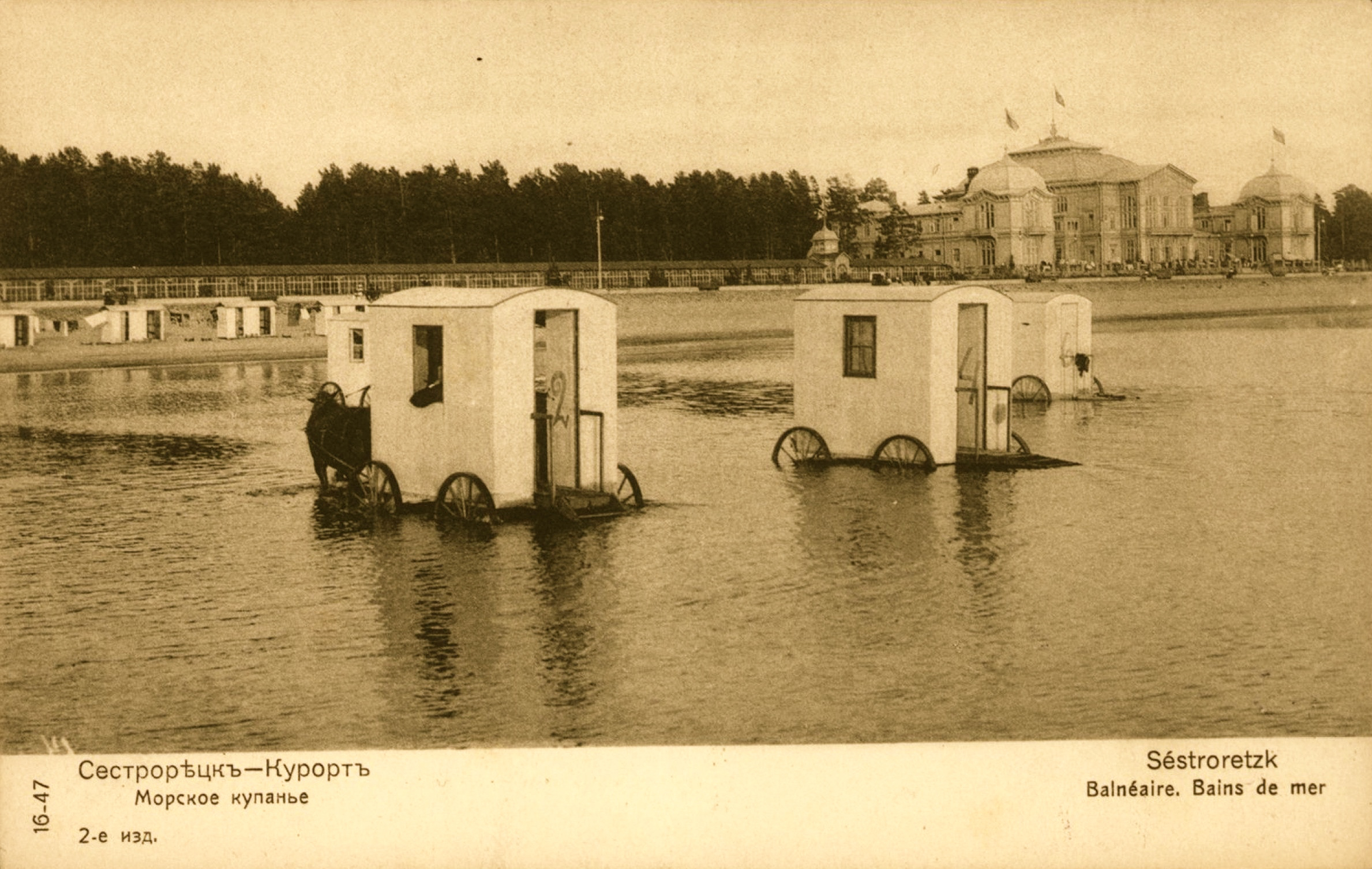
Купальные фургоны в Сестрорецке, начало XX века